# 石川県道169号粟生小松線
石川県道169号粟生小松線（いしかわけんどう169ごう あおこまつせん）は、石川県能美市と小松市を結ぶ一般県道（石川県道）である。

## 路線概要
- 起点：石川県能美市粟生町ホ60番1地先（＝粟生交差点・石川県道157号松任寺井線交点）
- 終点：石川県小松市天神町37番地先（＝天神町交差点・石川県道101号小松根上線交点）

起点から、南西方向に進み、石川県立寺井高等学校前を経て、能美市寺井地区中心部に入り南下する。寺井地区中心部の南天橋交差点で西に右折、寺井病院前を経て、小松市内に入る。国道8号（国道305号と重複）金沢西バイパス高堂ICをくぐり、小松市立荒屋小学校前を経て、緩やかに南西方向に進み、IRいしかわ鉄道線を明峰駅の南側でくぐる。石川県道54号寺畠小松線の高架をくぐり、そのまま南西方向に進み、終点の天神町交差点に至る。
旧北国街道にあたる路線であり、石川県道157号松任寺井線が国道8号線として整備される以前の国道8号線でもある。

## 歴史
- 1960年（昭和35年）10月15日：路線認定。

## 通過する自治体
- 石川県
  - 能美市 - 小松市

## 接続道路
- 石川県道157号松任寺井線（能美市粟生町・粟生交差点：起点）
- 石川県道171号吉原寺井線（同市寺井町）
- 石川県道102号根上寺井線（同市寺井町・北町交差点）
- 石川県道173号和気寺井線（同市寺井町・南天橋交差点）
- 国道8号（国道305号と重複）（小松市高堂町・高堂交差点）
- 石川県道170号西二口長田線（同市長田町・長田北交差点、同市長田町地内）
- 石川県道54号寺畠小松線（同市島田町・板津中学校前交差点）
- 石川県道101号小松根上線（同市天神町・天神町交差点：終点）

## 重複区間
- 石川県道170号線西二口長田線（小松市長田北交差点 - 同市長田町地内）